# Salvador Campillo
Salvador Campillo fue político aragonés del siglo XIX.

## Reseña biográfica
Nacido en Teruel en 1757 estudió derecho y ejerció como abogado en su localidad.
Durante la Guerra de la Independencia española formó parte del partido antifrancés. Cuando tras la caída de Zaragoza las autoridades regionales se trasladaron a Teruel, Campillo formó parte de la Junta Superior de Defensa de Aragón, el órgano que coordinaba la resistencia antifrancesa. Fue suplente a las Cortes de Cádiz, no llegando a asistir por comparecencia del titular.
Del 07 de noviembre de 1813 al 25 de junio de 1814 fue jefe político de Aragón, máximo cargo regional. Ello ha conllevado que se le mencione como un antecedente histórico de cargos como Presidente de la Diputación Provincial de Zaragoza, del Gobierno Civil de Zaragoza o de la delegación del gobierno en Aragón. De su corto mandato se recuerda especialmente la visita real de Fernando VII a la ciudad de Zaragoza. Dicho cargo desaparece tras la restauración absolutista de Fernando VII en mayo de 1814.
Tras la fecha aparece mencionado como académico correspondiente de la Real Academia de Historia, para la que describe varias ruinas y antigüedades de la provincia de Teruel en 1818 y 1830. Asimismo participa en la política local, siendo regidor de Teruel. A comienzos del trienio liberal en 1820 estaba como tal en Teruel, lo que conlleva la investidura de un nuevo jefe político en la persona de Martín de Garay cuando se restablece el cargo en Zaragoza.
Falleció en 1845.